# Dr. med. Sommer II
Dr. med. Sommer II ist ein deutscher Gegenwartsfilm der DEFA von Lothar Warneke aus dem Jahr 1970.

## Handlung
Der frisch von der Universität in das Krankenhaus einer Kleinstadt kommende Arzt Dr. Sommer hat gleich bei seiner Ankunft ein kurioses Erlebnis. Während er seine zukünftige Station sucht, wird Dr. Sommer zu einem Notfall ausgerufen. Daraufhin besorgt er sich einen Kittel und leistet erste Hilfe. Beim Eintreffen des Oberarztes Dr. Sommer stellt sich heraus, dass es nun zwei Kollegen gleichen Namens gibt und der Neue erhält sogleich den Namen Sommer II. Da gerade eine Stelle als Stationsarzt frei wird, übernimmt er diese Funktion und sieht sich in seinem anfänglichen Enthusiasmus mit zahlreichen beruflichen und zwischenmenschlichen Problemen konfrontiert. Dank seiner offenen und bestimmten Art vermag er, die auftretenden Schwierigkeiten zu bewältigen, da er auch auf die Unterstützung des Klinikchefs Dr. Hagedorn rechnen kann, obwohl er diesen während der ersten gemeinsamen Operation gleich belehrt hat.
Häufig trifft er die Lehrschwester Emmylie bei Reinigungsarbeiten im Treppenhaus und auf der Station. Zeit, in der sie eigentlich medizinischen Aufgaben nachgehen könnte. Heiner Sommer sorgt dafür, dass eine Reinigungskraft (die Tante Emmylies) eingestellt wird. Emmylie findet Gefallen an dem neuen Arzt und unterstützt ihn bei vielen Gelegenheiten. So z. B. bei der Zimmersuche in der kleinen Stadt oder beim Einkauf, da sich dieser im Ort nicht auskennt. Während ihrer ersten Nachtwache weckt sie telefonisch Dr. Sommer alle paar Minuten, um ihre Beobachtungen an den Patienten dem Arzt mitzuteilen. Als ein tatsächlicher Ernstfall eingeliefert wird und der Oberarzt nicht rechtzeitig zur OP erscheinen kann, beginnt er bereits mit der Operation. Für seine gute Arbeit wird er dann sogar gelobt.
Während eines Besuches bei seiner Freundin Gunkel in Halle versucht er diese zu überzeugen, bei ihm im Krankenhaus anzufangen. Diese möchte aber weiter in der Forschung arbeiten sowie ihre schöne Neubauwohnung nicht aufgeben. So fährt er also wieder allein in das Krankenhaus zurück.
Da er zu seinen Patienten ein ehrliches Verhältnis aufbauen will, verrät er dem frischoperierten Franke, dass der einen unheilbaren Magenkrebs hat, worauf dieser den Freitod wählt. Diese Offenheit des Doktors ist bei vielen Beteiligten stark umstritten. Aber durch die Unterstützung seiner Kollegen wird Dr. Sommer II auch diesen Schock überwinden.
Viele Fragen bleiben am Schluss des Films offen, was diesem aber gut tut. Verschiedenes ist aber klar: Professor Hagedorn wird zukünftig auf Privatpatienten verzichten (außer Elektriker und Fliesenleger), Emmylie besteht die Prüfung als Krankenschwester, der Oberarzt überdenkt sein Verhältnis zu Schwester Helga und die neue Technik und somit auch die Forschung wird im Krankenhaus Einzug halten.

## Produktion
Dr. med. Sommer II wurde in den Krankenhäusern in Greiz und Berlin-Köpenick gedreht und hatte am 1. Oktober 1970 im Berliner Kino International Premiere. Möglichst viele Szenen wurden an Originalschauplätzen gedreht, echte Krankenhausmitarbeiter wirkten als Statisten mit. Es wurden aber auch mehrere Mitglieder des Drehstabes als Ärzte eingesetzt: Regisseur Lothar Warneke, Standfotografin Waltraut Pathenheimer, Komponist Gerhard Rosenfeld sowie Regiekollege Roland Oehme. Der Szenarist Hannes Hüttner war selbst Arzt.
Nach einer Gemeinschaftsarbeit mit Roland Oehme ist eigentlich dieser Film das Regiedebüt von Lothar Warneke.

## Auszeichnungen
- Prädikat: Wertvoll
- Rotkreuzfilmfestival Warna (1971): Goldmedaille
- Heinrich-Greif-Preis 1. Klasse (1971) für Lothar Warneke

## Kritik
In der Wochenzeitschrift Die Weltbühne schrieb Lothar Kusche, dass ihm alle mitwirkenden Schauspieler und Statisten so vorkommen, als ob er sie schon mal im Leben gesehen habe. Es sei ein menschlicher, humorvoller, kritischer und nachdenklich stimmender Film. Heinz Kersten behauptet, dass es den jungen Babelsberger Filmemachern mit diesen unprätentiösen Alltagsimpressionen besser als anderen Filmproduktionen gelang, die „Gestaltung des sozialistischen Menschenbildes“ darzustellen.